# CBA (üzletlánc)
A CBA a legjelentősebb magyar tulajdonú kiskereskedelmi üzletláncok egyike, fő profilja az élelmiszerek és egyszerűbb háztartási cikkek árusítása. Már külföldön is vannak üzletei.

## Története

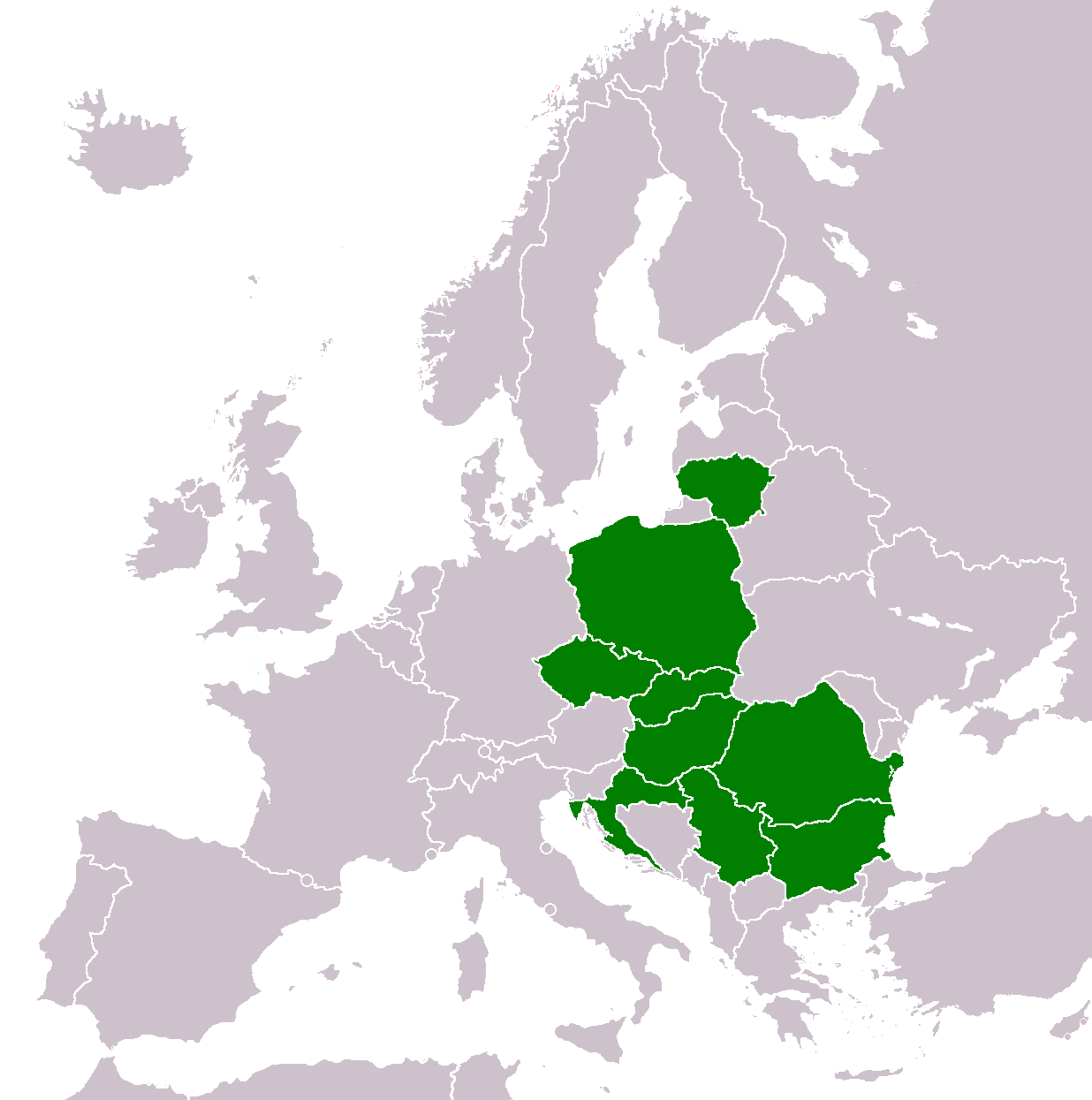
Európai országok, ahol található CBA üzlet

1992-ben tíz magánkereskedő tizenhét élelmiszerüzletéből alakult meg. Először csak a fővárosban nyíltak CBA-üzletek, a vidéki terjeszkedést néhány évvel később kezdték meg. 1998-ra a fővároson kívül működtetett üzletek száma meghaladta az összes CBA-bolt 80 százalékát. Ezután alakították ki a regionális központokat, mert a nagy távolságok miatt nehézkessé vált az irányítás. 2005-ben elkészült az Alsónémedi Logisztikai Központ, mellyel az üzletlánc képessé vált a választék további bővítésére és a boltok a kiépített számítógépes hálózaton keresztül tudják leadni a rendeléseiket. Ebben az esztendőben a CBA franchise rendszerű üzlethálózattá alakult át.

## A CBA külföldön

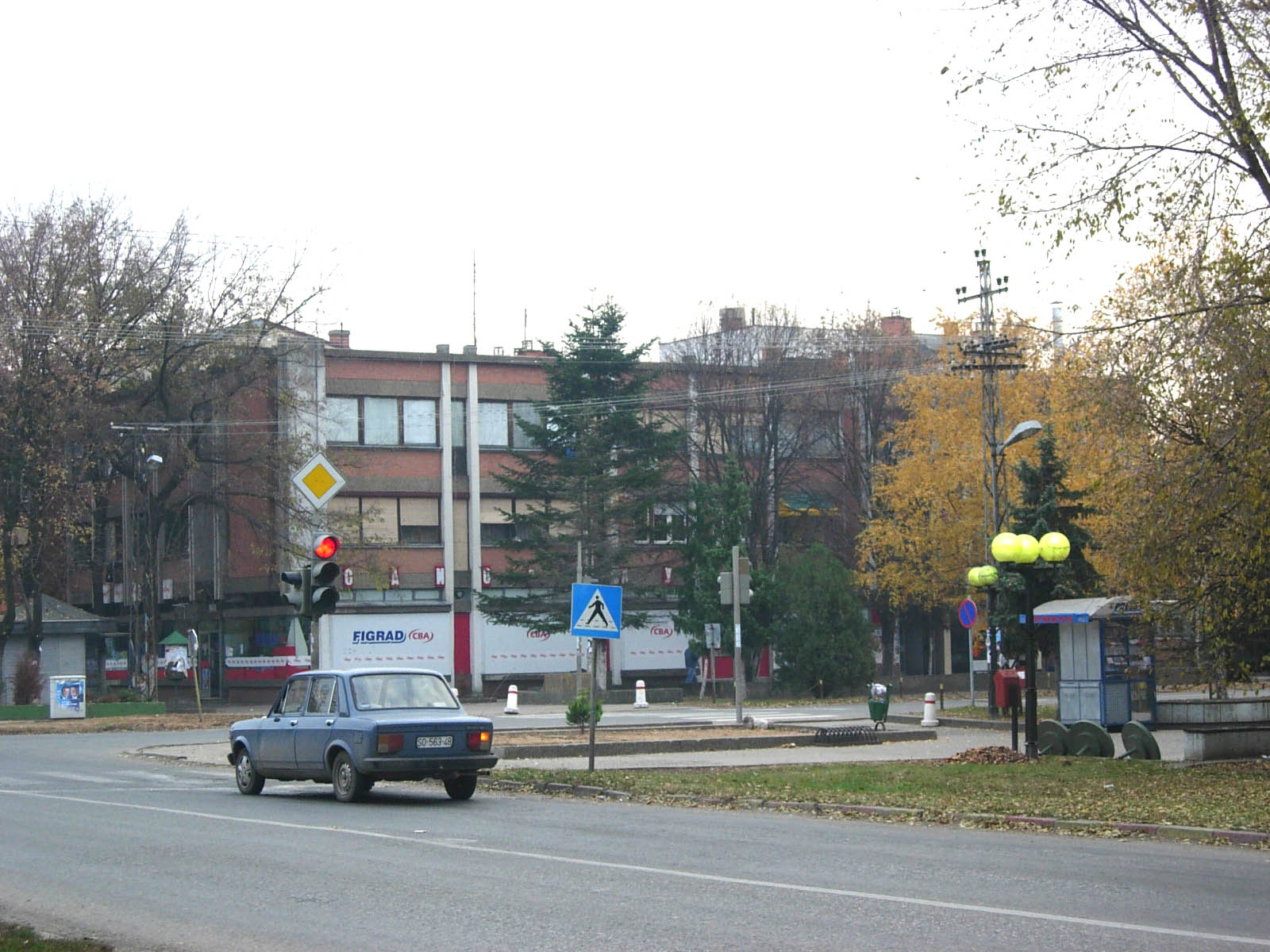
CBA bolt Szerbiában, Cservenka településen

Az üzletlánc 2000-ben felvette a kapcsolatot a német EDEKA Kereskedelmi Szövetséggel, mely jelentősen segítette a nemzetközi terjeszkedésben. A bolthálózat 2001-től folyamatosan kilenc európai ország élelmiszerkereskedő nemzeti csoportjaival társulási kapcsolatra lépett, amelynek eredménye, hogy ma Bulgáriában, Csehországban, Horvátországban, Lengyelországban, Litvániában, Romániában, Szerbiában, Montenegróban, Szlovákiában és Szlovéniában egyre több üzlet várja a vásárlókat, melynek száma megközelíti a négyezret.

## Napjainkban
A CBA hálózata 1100 CBA logós kiskereskedelmi egységből, 2000 (régiós raktárakból kiszolgált) csatolt kiskereskedelmi egységből és 45 nagykereskedelmi egységből áll. 2006-ban a franchise hálózat teljes bruttó árbevétele meghaladta az 538,5 milliárd forintot. Abban az évben több, mint 40 új kiskereskedelmi egységet nyitottak, a legnagyobbat, a második hipermarketet, Budapesten, a Gyömrői úton. A 2020-as évekre az árpolitikája és a német hipermarket láncok térnyerése következtében veszített a piaci részesedéséből. A nagyobb alapterületű, magasabb minőségű megjelenéssel és nívósabb kínálattal rendelkező egységeit Príma néven üzemelteti.